# Württemberger Hof (facción)
Württemberger Hof era el nombre de un facción de centroizquierda en la Asamblea Nacional de Fráncfort que existió desde junio de 1848.

## Nombre y cargos políticos
Como ocurre con la mayoría de los grupos parlamentarios de la Asamblea Nacional, el nombre hace referencia al lugar de reunión habitual de los parlamentarios, en este caso, el Württemberger Hof Fráncfort del Meno.
Los objetivos de Württemberger Hof eran la creación de una monarquía parlamentaria con una fuerte representación del pueblo y una constitución federal alemana para una Alemania unida bajo el modelo de la "Gran Alemania". Según sus ideas, el Reichsregierung debía depender del parlamento, pero la constitución imperial no tenía por qué estar de acuerdo con las constituciones estatales.

## Miembros
Los miembros más conocidos del grupo parlamentario fueron el presidente del Vorparlament, Carl Mittermaier, así como Karl Biedermann, Jakob Philipp Fallmerayer, Carl Giskra, Sylvester Jordan, Johann Friedrich Martin Kierulff, Heinrich Laube, Julius Ostendorf, Franz Raveaux, Gabriel Riesser, Friedrich Theodor Vischer, Heinrich Wuttke, Friedrich Joseph Zell y Adolf von Zerzog.
En septiembre de 1848, la facción Augsburger Hof se dividió en torno a Mittermaier y Philipp Wilhelm Wernher, que, junto con Casino, aceptaron la solución de la "pequeña Alemania" gobernada mediante una monarquía constitucional y representaron puntos de vista más nacional-liberales en general, pero continuaron votando con Württemberger Hof sobre cuestiones de la constitución de Paulskirche.